# Tunnel Setup Protocol
В компьютерных сетях протокол организации туннеля (Tunnel Setup Protocol, TSP) — это экспериментальный протокол управления сетевым соединением, используемый для согласования параметров настройки IP-туннеля между узлом туннельного клиента и сервера туннельного брокера, так называемыми конечными точками туннеля (RFC 5572). Основное применение TSP — это механизм перехода на протокол IPv6.

## Согласуемые данные
Протокол TSP определяет следующие действия:
- Аутентификацию пользователя с использованием протокола Simple Authentication and Security Layer (SASL) (RFC 4422).
- Инкапсуляцию туннеля для различных сценариев туннелирования:
  - Туннель IPv6 через IPv4 (RFC 4213)
  - Туннель IPv4 через IPv6 (RFC 2473)
  - Туннель IPv6 через UDP/IPv4 для встроенного обхода транслятора сетевых адресов (NAT)
- Задание IP-адресов для обеих конечных точек туннеля
- Регистрацию конечных точек в DNS и RDNS
- Использование механизма Keep-alive при необходимости
- Назначение префикса адресов IPv6 для маршрутизатора
- Указание протокола маршрутизации

## Сессия протокола
Сессия TSP инициируется TSP-клиентом с целью установления сквозного туннеля с TSP-сервером (туннельным брокером). Сессия состоит из базового обмена XML-закодированными данными с использованием протокола TCP или UDP. После согласования параметров настройки туннеля сессия завершается, и клиент приступает к настройке локальной конечной точки туннеля.